# Kaori Matsumoto
Kaori Matsumoto –en japonés, 松本 薫– (Kanazawa, 11 de septiembre de 1987) es una deportista japonesa que compite en judo.
Participó en dos Juegos Olímpicos de Verano, obteniendo en total dos medallas, oro en Londres 2012 y bronce en Río de Janeiro 2016, ambas en la categoría de –57 kg. En los Juegos Asiáticos de 2010 consiguió una medalla de oro.
Ha ganado tres medallas en el Campeonato Mundial de Judo entre los años 2010 y 2015, y una medalla en el Campeonato Asiático de Judo de 2008.

## Palmarés internacional
| Juegos Olímpicos    | Juegos Olímpicos        | Juegos Olímpicos  | Juegos Olímpicos |
| Año                 | Lugar                   | Medalla           | Categoría        |
| ------------------- | ----------------------- | ----------------- | ---------------- |
| 2012                | Londres (Reino Unido)   | Medalla de oro    | –57 kg           |
| 2016                | Río de Janeiro (Brasil) | Medalla de bronce | –57 kg           |
| Campeonato Mundial  |                         |                   |                  |
| Año                 | Lugar                   | Medalla           | Categoría        |
| 2010                | Tokio (Japón)           | Medalla de oro    | –57 kg           |
| 2011                | París (Francia)         | Medalla de bronce | –57 kg           |
| 2015                | Astaná ( Kazajistán)    | Medalla de oro    | –57 kg           |
| Juegos Asiáticos    |                         |                   |                  |
| Año                 | Lugar                   | Medalla           | Categoría        |
| 2010                | Cantón (China)          | Medalla de oro    | –57 kg           |
| Campeonato Asiático |                         |                   |                  |
| Año                 | Lugar                   | Medalla           | Categoría        |
| 2008                | Jeju (Corea del Sur)    | Medalla de oro    | –57 kg           |